# Batman: Ego
Batman: Ego est un comics américain de Batman réalisé par Darwyn Cooke.

## Synopsis
Après le suicide du petit criminel que Batman poursuivait, Bruce Wayne se sent coupable de cette mort et cela dévoile une schizophrénie latente chez Wayne/Batman. 

## Personnages
- Batman/Bruce Wayne

## Éditions
- 2000 : Batman: Ego (DC Comics)
- 2001 : Ego (Semic, Batman Hors Série).
- 2008 : Batman : Ego et Catwoman : Le Gros coup de Selina (Panini Comics, collection DC Icons) : réédition avec en complément une histoire de Catwoman par le même auteur.